# La gran muralla (película)
La gran muralla (título en inglés: The Great Wall) es una película chino-estadounidense de fantasía, acción y aventuras dirigida por Zhang Yimou. La película cuenta con un reparto encabezado por Matt Damon, Jing Tian, Andy Lau, Pedro Pascal, Willem Dafoe, Lu Han y Zhang Hanyu. La fotografía principal comenzó el 30 de marzo de 2015, en Qingdao, China. Se estrenó en China el 15 de diciembre de 2016 y en Estados Unidos el 16 de febrero de 2017 por Universal Studios.

## Argumento
Ambientada en la Dinastía Song del Norte, durante el reinado del emperador Renzong, la historia es acerca de los misterios que giran alrededor de la Gran Muralla China. Unas pocas millas al norte de la Gran Muralla, un grupo de mercenarios germanos provenientes de Europa central constituido originalmente de 20 hombres en busca de la pólvora negra, huyen mientras son perseguidos por bandidos Kitanos, quienes ya han matado a varios de ellos. Los últimos cuatro sobrevivientes buscan refugio en una cueva pero son atacados por un monstruo desconocido, quedando únicamente como sobrevivientes Tovar y William, quien logra matar y arrancar una mano del monstruo atacante durante la pelea. Al día siguiente, y llevando el brazo con ellos (junto con otras pertenencias de William, entre ellas un imán) son nuevamente perseguidos por los Kitanos logrando llegar hasta el pie de la Gran muralla fortificada, donde son tomados prisioneros por soldados chinos, que son parte de una secta militar secreta llamada La Orden sin Nombre, liderada por el General Shao y el estratega Wang.
La Orden sin Nombre es una organización militar china comisionada por la corte imperial de la dinastía Song como una división especial de la Armada Imperial, concebida con el único propósito de repeler el ataque de una horda de monstruos, los cuales aparecen cada 60 años. La Orden está conformada de cinco unidades especiales:
- La unidad Oso, formada por soldados para combate cuerpo a cuerpo (Armadura Negra)
- La unidad Grulla, solo mujeres, especializada en ataques acrobáticos (Armadura Azul)
- La unidad Águila, formada por arqueros y arqueros pesados (Armadura Roja)
- La unidad Tigre, quienes manejan las armas de asedio (Armadura Amarilla)
- La unidad Ciervo, formada por jinetes a caballo (Armadura Morada/Violeta)

Luego de ser tomados prisioneros, William y Tovar son llevados ante los oficiales de la Orden quienes al interrogarlos se muestran preocupados ante la visión del brazo cortado debido a que esperaban la invasión para luego varias semanas aún, también la Comandante Lin de la Unidad Grulla acusa de mentirosos a los europeos ya que se considera imposible que solo dos personas pudieran asesinar a una criatura, por lo que son mantenidos cautivos. Repentinamente, una oleada de monstruos ataca la muralla y todos los batallones son movilizados en respuesta. Durante la batalla, William y Tovar son liberados por un soldado novato llamado Peng Yong, por lo que participan de la batalla, destacándose en el uso del arco y en el combate cuerpo a cuerpo, salvando reiteradamente a Peng Yong y otros soldados, y ganándose el respeto del General Shao y la comandante Lin al asesinar tres criaturas. Luego de muchas pérdidas por ambos bandos, la reina de los monstruos atacantes llama a sus huestes y el ataque termina. 
Durante la batalla, William y Tovar contactan también a Sir Ballard, un europeo que, como ellos, se ha aventurado al Este hace veinticinco años en busca de la pólvora negra, siendo también tomado prisionero y que ahora sirve como profesor de Inglés y Latín. Entre los tres discuten un plan para robar la pólvora de las bodegas y huir mientras los soldados están ocupados en la batalla.
Posterior a la batalla, el estratega Wang se reúne con William y le explica la situación: los monstruos con los que lucharon son los Taoteis (饕餮) los cuales se originaron de un meteoro verde que cayó hace 2000 años desde el cielo en la montaña Gouwu, y que de acuerdo a la tradición, fue enviado por los dioses para castigar al emperador por el abuso de autoridad cometido hacia la región central del imperio y a su pueblo. Desde entonces la montaña se ha vuelto su nido, donde hibernan despertando cada 60 años para atacar la China Imperial desde el norte; estas criaturas son carnívoros que arrasan y devoran a todo ser vivo para posteriormente regresar al nido donde regurgitan para alimentar a la reina y que pueda procrear e incrementar el número de la horda. De llegar a invadir las ciudades chinas, los taoteis dispondrían de tanto alimento que podrían aumentar su número como para expandirse y diezmar el mundo entero, siendo el verdadero propósito de la Gran Muralla contener su avance y servir como base para la Orden sin Nombre, que fue fundada para contenerlos y sus soldados entrenados toda su vida para esta misión.
Durante la noche, dos Taoteis alcanzan la cima de las murallas y matan silenciosamente a varios guardias. Shao y Lin llevan a la unidad Ciervo para investigar pero son emboscados y durante la lucha, los Taoteis hieren mortalmente a Shao, el cual viendo cerca su muerte deja en comando de la Orden a Lin. Al mismo tiempo, un enviado de la capital Bianliang lleva un antiguo pergamino donde se documenta que hace novecientos años dos Taoteis se infiltraron en la muralla pero quedaron paralizados al llegar a la puerta de cierto sector, lo que permitió a los soldados matarlos. Wang postula que la reina es la mente de la manada y las bestias funcionan como una colmena, comunicándose al hacer vibrar la cresta en sus cabezas, por ello, recordando que esa puerta tiene incrustada una piedra imán similar al que William llevaba cuando fueron atacados en el desierto, deduce que este tipo de vibración es susceptible a los imanes y los afectados se paralizan al desconectarse de la reina; de ser cierto, les permitiría acabar con los Taoteis antes que crucen la muralla. Para probar la teoría, William sugiere que se debe capturar un Taotei vivo y acepta ayudarles con la tarea. Esto resulta en un retraso en los planes de escape lo que pone a William en conflicto con Tovar, el cual a pesar de Ballard, accede a ayudarlo.
En el siguiente ataque, los Taoteis son tan numerosos que Lin debe usar granadas y cohetes de pólvora, cuya existencia había sido mantenida en secreto hacia los occidentales hasta ese momento. Durante la lucha impregnan sus flechas con fuertes soporíferos para tratar de adormecer a los monstruos y poder capturar algún espécimen; aun así, casi todos los Taoteis logran escapar y solamente el último logra ser adormecido y capturado gracias a la intervención directa de William y Tovar. Con este Taotei enjaulado logran comprobar que al acercarles el imán, las criaturas quedan completamente indefensas. Por lo que el enviado del emperador decide llevarlo a la capital imperial para mostrárselo al emperador pese a las protestas y advertencias de Wang y Lin.
Tovar y Ballard deciden poner en acción su plan de escape, entrando en las bodegas y robando tanta pólvora como pueden cargar. William intenta detenerlos a última hora, pero lo noquean y lo abandonan para ganar tiempo mientras es arrestado y procesado. Durante su juicio, Peng Yong declara en su favor ya que lo vio intentar detener a sus compañeros. A pesar de ser exculpado, William es encerrado en el calabozo y se envía una patrulla para capturar a Tovar y Ballard. Durante su huida, Ballard traiciona a Tovar pero es capturado a poca distancia por los Kitanos quienes inadvertida y descuidadamente encienden la pólvora y todos mueren por la explosión. Tovar es recapturado y llevado nuevamente a la muralla. Mientras tanto, en la capital, el enviado decide probar la teoría ante el propio emperador Song, pero el Taotei despierta y logra avisar a la reina antes de ser adormecido de nuevo. Mientras, la Hermandad sin Nombre ha descubierto que todos los ataques de los monstruos hasta ese momento han sido distractores para evitar que los soldados descubrieran que han cavado un túnel bajo la gran muralla y han cruzado al centro del país ahora que el Taotei cautivo señaló a la reina la ubicación exacta de la capital.
Lin, sabiendo que la horda está demasiado cerca de la capital y no puede alcanzarla a caballo, decide usar unos inestables globos de aire caliente para ir en ayuda de la capital, dejando como última orden la liberación de William, permitiéndole que tome la pólvora y advierta al mundo de los Taoteis. Sin embargo, William decide tomar el último globo junto con Peng y Wang. Arriban a la capital en el momento en que los Taoteis están atacando, logrando rescatar a Lin cuando su globo es destruido y llegan juntos al palacio del emperador, donde Wang propone la idea de destruir a la reina de los Taoteis dándole a comer grandes cantidades de comida al Taotei capturado y atándole potentes explosivos al cuerpo, sabiendo que éste iría, una vez saciado, de inmediato directamente a alimentar a la reina. Para ello, llevan al Taotei todavía adormecido a través de túneles y drenajes lo más cerca posible de la reina, hasta unas torres desde donde William planea disparar a los explosivos desde lo alto. Durante este viaje, un grupo de Taoteis entran a los drenajes hiriendo a Peng, quien decide sacrificarse dinamitando el túnel para que los monstruos no alcancen a sus compañeros.
William, Lin y Wang logran llevar el Taotei adormecido hasta unas torres altas donde lo liberan, tras lo cual se dirige hacia la reina para alimentarla. William intenta alcanzar los explosivos con una flecha explosiva pero falla revelando su posición, por lo que la horda completa se lanza hacia la torre. William y Lin suben hacia una posición más alta de la torre mientras Wang se queda en la entrada para frenar a los Taoteis con el imán. Un nuevo intento de William fracasa al ser la reina protegida por su guardia personal de Taoteis con escudos, mientras Wang sacrifica su vida al entregarles el imán a sus compañeros para que se protejan de los Taoteis que escalan por dentro y fuera de la torre. William y Lin suben a una posición más elevada aún y con los Taoteis pisándoles los talones se lanzan desde lo alto con una cuerda directo sobre la reina donde William dispara una flecha explosiva arrojando también su imán para incapacitar a los guardianes, acertando y matándola, tras lo cual todos los Taoteis quedan inertes.
Con la horda destruida, el emperador da a William a escoger entre tomar la pólvora o liberar a su amigo Tovar, decidiéndose por esto último. Tras lo cual, y junto con el apoyo de una unidad de caballería, inician su viaje de retorno a Europa.

## Reparto
| ACTOR        | PERSONAJE           | UNIDAD                | COLOR    |
| ------------ | ------------------- | --------------------- | -------- |
| Matt Damon   | William Garin       | -                     | -        |
| Jing Tian    | Comandante Lin Mae  | Grulla                | Azul     |
| Pedro Pascal | Pedro Tovar         | -                     | -        |
| Andy Lau     | Estratega Wang      | Estratega/Consejero   | Negro    |
| Willem Dafoe | Sir Ballard         | -                     | -        |
| Lu Han       | Peng Yong           | Oso                   | Negro    |
| Zhang Hanyu  | General Shao        | Oso                   | Negro    |
| Eddie Peng   | Comandante Wu       | Tigre                 | Amarillo |
| Kenny Lin    | Comandante Chen     | Águila                | Rojo     |
| Cheney Chen  | Comandante Imperial | Dragon                | Dorado   |
| Huang Xuan   | Comandante Deng     | Ciervo                | Violeta  |
| Zheng Kai    | Shen                | Mensajero del Palacio | Verde    |
| Karry Wang   | Emperador           | Dragon                | Dorado   |

## Producción
El 18 de marzo de 2014, el director chino Zhang Yimou fue elegido para dirigir la película épica. El 6 de noviembre de 2014, el CEO de Legendary East, Peter Loehr, confirmó que la película se hizo con un presupuesto de US$135 millones, que sería completamente en inglés y sería la primera película en idioma inglés dirigida por Yimou.

### Elenco
El 20 de septiembre de 2014, se reveló que Matt Damon estaba en la mira de tomar el papel principal en la película. El 22 de septiembre Bryan Cranston también estaba en las primeras conversaciones para unirse a la película; Cranston también fue llamado a desempeñar a Dalton Trumbo en una próxima película biográfica de Jay Roach, mientras que Damon fue el principal protagonista en The Martian de Ridley Scott. Y Damon también se está preparando para repetir su papel de Jason Bourne en el cine con el próximo Bourne, por lo tanto para sus protagonismos en La Gran Muralla dependerán de sus horarios. Pedro Pascal estaba en conversaciones para unirse a la película. El 12 de febrero de 2015, THR informó que Willem Dafoe había firmado para protagonizar la película, pero su papel aún no fue especificado. El 11 de marzo de 2015, Legendary anunció el elenco de la película incluía a Andy Lau, Jing Tian, Zhang Hanyu, Eddie Peng, Lu Han, Lin Gengxin, Ryan Cheng, Chen Xuedong, Huang Xuan, Wang Junkai, Yu Xintian, y Liu Qiong.

### Rodaje
La fotografía principal comenzó el 30 de marzo de 2015, en Qingdao, China. Es la película más cara de la historia de China siendo filmada en su totalidad en dicho país con un presupuesto de US$135 millones.

### Crítica
La película recibió críticas mixtas de un 35% por parte de los críticos de Rotten Tomatoes en Latinoamérica y malas críticas por parte de la audiencia en general.

### Estreno
La película se estrenó en China el 15 de diciembre de 2016. En México tuvo su estreno el 3 de febrero de 2017, y para el 16 de febrero en los Estados Unidos.